# Heteroponera inca
Heteroponera inca is een mierensoort uit de onderfamilie van de Heteroponerinae. De wetenschappelijke naam van de soort is voor het eerst geldig gepubliceerd in 1958 door Brown.